# René Schérer
Pour les articles homonymes, voir Schérer.
René Schérer, né le 25 novembre 1922 à Tulle et mort le 1er février 2023 dans le 14e arrondissement de Paris, est un universitaire et philosophe français, professeur émérite à l’université Paris VIII, auteur d'ouvrages traitant de la communication et de la phénoménologie, il a consacré plusieurs études à Charles Fourier, aux problèmes de l'enfance et à l'hospitalité.
Dans les années 1960, alors que la phénoménologie domine le champ philosophique, René Schérer contribue à faire connaître l'œuvre d'Husserl en France. Il est aussi connu comme commentateur de Heidegger. Après mai 68, Schérer développe une pensée de l'utopie et de l'enfance influencée par Charles Fourier. Chantre d'une réinvention de la pédagogie et de la relation enfant-adulte, il analyse le « système de l'enfance », c'est-à-dire la manière dont est instituée une surveillance permanente de l’enfant. Dans son ouvrage principal, Emile perverti, Schérer parle à ce sujet du panoptique de l’enfance, peu avant que Michel Foucault n’étende, dans Surveiller et punir, ce concept à tout le champ de la société disciplinaire.
Dans les années 1970, il est également engagé dans le militantisme homosexuel, et restera connu pour avoir été le professeur et l'amant de Guy Hocquenghem, avec qui il co-écrit deux ouvrages.
Critiquant la surveillance omniprésente des enfants et la négation de leurs désirs, René Schérer est accusé de faire dans ses écrits l'apologie de la pédophilie. Il est brièvement accusé en 1982 dans l'affaire du Coral, avant d'être mis hors de cause et que son accusateur soit condamné pour dénonciation calomnieuse.
Enfin, plusieurs de ses articles et ouvrages publiés dans les années 1990 et 2000 portent sur l'hospitalité, qu'il oppose à la souveraineté et à la raison d'État.

## Biographie

### Famille
René Schérer est le fils de Désiré Schérer (1877-1955), chef de bureau à la préfecture de Corrèze, et de Jeanne-Marie Monzat (1886-1970).
Il est le frère cadet du cinéaste Éric Rohmer (1920-2010).

### Formation et débuts d'enseignant
Ancien élève du lycée Edmond-Perrier de Tulle et de l’École normale supérieure (promotion 1943 Lettres), René Schérer est d'abord professeur de philosophie dans l'enseignement secondaire. Agrégé de philosophie en 1947, il soutient en 1960 à l'université de Paris sa thèse de doctorat, « Structure et fondement de la communication humaine : essai critique sur les théories contemporaines de la communication ».
Il publie en 1964 son premier livre, Husserl : sa vie, son œuvre et, l'année suivante, sa thèse sous une forme condensée. Il réédite à nouveau sa thèse en 1971 dans une version remaniée et sous le titre Philosophies de la communication, la version révisée ayant pris, après Mai 68, une optique plus marxiste et révolutionnaire.

### Carrière et militantisme
Le premier engagement de René Schérer s'effectue au sein du Parti communiste, qu'il quitte en 1954.
En 1962, il a pour élève Guy Hocquenghem, avec lequel il entretient une relation amoureuse, et qui devient plus tard son collègue à l'université, collaborant avec lui à la rédaction de plusieurs ouvrages. Lorsque s'engage leur relation, Guy Hocquenghem n'a pas encore seize ans. René Schérer est plus tard proche du Front homosexuel d'action révolutionnaire (FHAR), dont Guy Hocquenghem est l'une des autres figures,.
Ses premiers travaux traduisent une connaissance de la philosophie allemande et de penseurs comme Edmund Husserl, Emmanuel Kant, G. W. F. Hegel et Max Stirner, et portent notamment sur la phénoménologie de Husserl ou de Heidegger.
La publication en 1967 de l'ouvrage Le Nouveau Monde amoureux, texte jusque-là inédit de Charles Fourier, dans lequel ce dernier défend la libre expression des désirs de tous, constitue une étape fondamentale dans l'itinéraire intellectuel de René Schérer, qui consacre ensuite plusieurs études à Fourier. Dans Charles Fourier ou la Contestation globale, Schérer considère que la pensée utopiste de Fourier ne relève pas de l'« irréalisable » mais du « non encore réalisé ». La pensée de Fourier est le point de départ, pour René Schérer, d'une série d'études sur les thèmes de l'utopie et de l'enfance, dans lesquelles il défend l'idée d'une « utopie de la compénétration, c'est-à-dire la mise en place d'une société dans laquelle l'expression et la satisfaction des attractions les plus diverses et singulières s'accompliront dans un climat d'approbation et de bonheur mutuel ».
En mai 1968, en compagnie d’autres professeurs de philosophie, François Châtelet, Olivier Revault d’Allonnes et Jean-François Lyotard, René Schérer soutient la mobilisation des élèves du lycée où il enseigne alors.
Dans le climat de l’après-Mai 68, René Schérer enseigne notamment à l’université de Vincennes, dont il est l'une des figures avec Gilles Deleuze, Michel Foucault, Félix Guattari, François Châtelet ou Georges Lapassade,. Il collabore par ailleurs à la revue Chimères créée par Deleuze et Guattari.
Sur l'enfance, René Schérer développe une pensée dans la lignée du concept de « devenir-enfant » de Gilles Deleuze : l'enfant et l'adulte s'enrichiraient mutuellement dans une « compénétration » constituant une alternative à l'éducation héritée de Rousseau, dans laquelle l'enfant serait autant formateur de l'adulte que l'adulte est formateur de l'enfant. Les travaux de René Schérer portent également, mais de manière plus annexe, sur l'homosexualité, qu'il conçoit, dans une proximité théorique avec Gilles Deleuze et Guy Hocquenghem, avant tout comme une pratique subversive, dans un cadre révolutionnaire.
Parmi les thèmes ensuite traités par René Schérer figure celui de l'hospitalité, qu'il conçoit non pas seulement comme une éthique, mais comme « un mode d'être reposant sur une érotique ». Pour lui, l'hospitalité est une pratique s'opposant à la raison d'État et à la logique de Nation et transgressant les différences de classe, d'âge, de race et de sexe. L'hospitalité est conçue par lui comme « érotique et subversive ». Ce thème est développé dans Zeus hospitalier, ouvrage bâti sur l'analyse par Schérer des mythes et études ethnologiques, et sur sa relecture des œuvres de Guy Hocquenghem et Jean Genet. L'écosophie de Charles Fourier et Passages pasoliniens, parus respectivement en 2001 et 2006, abordent, à partir des œuvres de Fourier et Pasolini (notamment le film Théorème), la question de la modification de la passion du désir ou de l'amour par l'hospitalité.
En 2007, alors âgé de 85 ans, il commente l'historique de sa vie et de son œuvre dans un entretien avec Geoffroy de Lagasnerie : Après tout : entretiens sur une vie intellectuelle, aux éditions Cartouche.
Cette même année 2007, la réalisatrice Franssou Prenant lui consacre un film documentaire, Le Jeu de l'oie du professeur Poilibus.
En 2011, sur le modèle de l'Abécédaire de Gilles Deleuze réalisé avec Claire Parnet, la réalisatrice Suzy Cohen invite René Schérer à créer un abécédaire, où chacune des lettres de l’alphabet permet de retenir un mot qui va provoquer une rencontre avec une idée. L'entretien tourne essentiellement autour des marges, de l'accueil de l'étranger et de l'ouverture à l'autre. Le documentaire sort en 2012 sous le titre 26 lettres et un philosophe.

### L'affaire du Coral
En 1982, René Schérer, connu pour sa critique de la pédagogie et sa pensée relative aux désir des enfants, est victime de diffamation, mis en cause dans l'affaire du Coral, du nom d'un centre d'éducation alternative où il est intervenu, et où auraient eu lieu des abus sexuels sur des adolescents. René Schérer est inculpé pour excitation de mineurs à la débauche, sur dénonciation calomnieuse, dont l'auteur, Jean-Claude Krief, un jeune adulte ayant fait un stage au Coral, sera finalement condamné.
Des documents falsifiés circulent, mettant en cause des personnalités comme Michel Foucault, Félix Guattari, voire le Premier ministre en exercice Pierre Mauroy. Claude Sigala, directeur du Coral, dénonce pour sa part Krief comme un mythomane, lui-même pédophile, s'étant fait frauduleusement passer pour un animateur du Coral ; il évoque par ailleurs la possibilité d'un complot politique, pouvant viser le « mode de vie libertaire et autogestionnaire » du Coral.
René Schérer est rapidement mis hors de cause dès la confrontation avec son accusateur. Il est cependant, selon les termes de Maxime Foerster qui lui a consacré une étude, soumis à un « lynchage médiatique sans précédent », qui aboutit à frapper d'« ostracisme » son œuvre entière. Le 29 octobre 1982, Jean-Claude Krief se rétracte et parle de manipulation politique ; son avocat, Jacques Vergès, déclare que son client a subi des pressions visant à discréditer certains membres du gouvernement. Les enquêtes de police montrent finalement que les personnalités publiques accusées étaient innocentes. Jean-Claude Krief rétracte une partie de ses accusations en novembre 1982. Michel Krief, frère de Jean-Claude et auteur d'une partie des diffamations, est retrouvé mort ; l'enquête conclut à un suicide, mais son décès engendre de nouvelles rumeurs. L'année suivante, les auteurs du livre Dossier P… comme police évoquent la possibilité d'un complot monté par certains membres des RG pour déstabiliser Jack Lang.
L'affaire se termine en 1987, par la condamnation de plusieurs animateurs du Coral pour des rapports consentis avec des adolescents de moins de quinze ans, et leur libération, la peine des condamnés étant couverte par les mois passés en prison durant la période de détention préventive. Claude Sigala, directeur du centre, écope d'une peine de trente mois d'emprisonnement avec sursis pour « attentats à la pudeur sans violence sur mineurs de moins de 15 ans », sans avoir cessé de clamer son innocence.
Guy Hocquenghem consacre à l'affaire un roman à clef, Les Petits Garçons, dans lequel il met en scène René Schérer sous les traits de « Stratos », « professeur à la carrière brisée », dont on a confondu la réflexion et les écrits sur l'enfance avec des actes délictueux. Dans ce roman, figure une lettre ouverte à un grand intellectuel, sous les traits duquel on reconnaît Michel Foucault, à qui il est reproché de ne pas avoir pris aussitôt fait et cause pour « Stratos » face à la diffamation. Le narrateur y explique que « Stratos » ne défend pas la « sexualité » avec des enfants, mais critique la mise à distance de l'« érotique » présente dans les relations, et la suspicion vis-à-vis de toute proximité entre un adulte et un enfant.

### Mort
Il meurt à l'âge de 100 ans le 1er février 2023 dans le 14e arrondissement de Paris. Il est inhumé au cimetière du Puy-Saint-Clair à Tulle, en Corrèze.

## Pensée de l'enfance

### Le «système de l'enfance»
Dans le cadre des réflexions de l'après 68, René Schérer se consacre à une relecture de Charles Fourier, dont il s'inspire pour penser la question de l'enfance.
À propos du lien entre mai 68 et la pensée de l'enfance que développe René Schérer dans les années 1970, il expliquera en 2021, revenant sur son œuvre dans un entretien accordé à la revue Lundi matin :

« C’est essentiellement 68 qui m’en a donné l’idée… J’avais auparavant fait quelques petits papiers là-dessus, j’en avais parlé en classe quand j’étais professeur à Louis-le-Grand et à Henri-IV, mais je n’en avais pas fait de livre. Ce sont les mouvements des lycéens, qui prenaient leur fondement dans des âges d’enfance d’ailleurs, dans des classes non seulement qu’on disait supérieures mais également dans des classes qu’on disait alors préparatoires, la sixième, la cinquième, ces mouvements donc, ont accentué cela. C’était d’une part un mouvement réel dans la rue, et d’autre part une tendance dans l’analyse des situations. (…) Quelques auteurs avaient montré que l’enfance réelle n’était pas du côté de l’enfance fabriquée par les familles ou par les écoles. Il y avait donc eu un mouvement de réaction contre cette vision dogmatique, pédagogique et limitée de l’enfance, un mouvement qui ouvrait du côté de l’imagination, des mythes, des récits, etc. »

De Fourier, Schérer retient notamment la critique du commerce, de la famille et de l'école. Il insiste aussi sur le fait que Fourier, mais aussi Saint-Simon et Proudhon, « ne raisonnent pas tellement à partir des classes sociales et de la lutte des classes, même s’ils acceptent cette notion, mais (…) fonctionnent à partir des incursions de la pensée désirante. (…) [Ces penseurs] aident à penser ce qui n’appartient pas précisément à la lutte des classes, mais qui appartient à des forces sous-jacentes qui animent la société, qui ne sont pas connotées d’une façon précise par la lutte des classes, que la lutte des classes oublie, que la lutte des classes laisse en plan. Il se peut que la lutte des classes ait lieu, mais la situation des femmes ou des enfants reste rigoureusement la même, celle d’une situation de domination et d’exclusion, chez les ouvriers comme chez les riches ». Schérer développe une pensée cherchant à instituer des « passages » entre le monde des enfants et celui des adultes. En 1974, un an avant que Michel Foucault n'étende dans Surveiller et punir ce concept à tous les pans de la société disciplinaire, René Schérer dénonce, dans Émile perverti, le « panoptique de l'enfance », à savoir la manière dont l'enfance ne peut jamais se soustraire au regard adulte.
En 2010, René Schérer expliquera aussi dans la revue Les Lettres françaises : « Il y a donc plusieurs motivations dans le fait que j’ai écrit sur l’enfance : une d’ordre théorique, intellectuel, et puis il y a également le fait que, dans ces années où j’ai commencé à écrire Émile perverti, toute la jeunesse et l’enfance s’étaient portées dehors ».
De cette réjouissance face au fait que la jeunesse et l’enfance se « portent dehors », découle chez Schérer une critique de la notion d’irresponsabilité des enfants, et donc du pouvoir des adultes. Dans Le corps interdit, il écrit :

« Les principes au nom desquels la responsabilité est, soit refusée, soit accordée à l’enfant sont ceux de la société adulte. Tout ce qui touche à la responsabilité concerne le maintien de l’ordre et des institutions en place. Un parti est responsable lorsqu’il ne met pas en question la légitimité du pouvoir, un père celle de la famille, un directeur d’école celle de l’institution, un éducateur celle de l’adaptation de l’enfant à la société avec son idéologie et ses normes. »

Émile perverti est un essai consacré aux rapports entre la surveillance instituée par la pédagogie, la négation du désir de l'enfant et l'empêchement de tout acte sexuel commis par l'élève. René Schérer expliquera plus tard qu'Emile perverti est « un livre qui m’a été commandé par les éditions Mame, qui sont des éditions religieuses, à propos de l’introduction en France de l’éducation sexuelle, et qui l’ont refusé. C’est pour ça que je l’ai présenté chez Laffont, parce que Jean-François Revel, qui était directeur de collection, a beaucoup aimé ce livre et l’a accepté ». Dans Emile perverti, Schérer fait remarquer que le principal risque invoqué par Rousseau pour justifier la surveillance permanente d’Émile est la possibilité qu'il se masturbe. Selon Schérer, cette interdiction de tout acte sexuel de l'enfant vise à lui faire intégrer l'idée de la sexualité adulte, hétérosexuelle et génitale comme norme à atteindre. Pourtant, argumente Schérer, « il n'y a pas deux sexualités, celle de l'enfant et celle de l'adulte, qui sert de but et de norme, mais une seule, non celle de l'adulte, certes, mais la sexualité prise en un réseau de tensions qui, hors de l'adulte, commence à projeter “l'enfant” et à le constituer ». Il dénonce l'« action infantilisante » de l'école et interroge les conclusions d'auteurs comme Françoise Dolto sur le caractère nocif pour les enfants des actes sexuels et de la promiscuité avec les adultes.
Pour lui, « La première relation pédagogique est commandée par le désir ». Schérer étudie alors la relation de l'élève Alcibiade et de son maître Socrate (qui pourrait relever de la pédérastie, déjà distinguée, par le Platon du Banquet, de la pédophilie) pour analyser la façon dont Socrate refuse cette relation, la relation pédagogique étant déjà définie à l'époque comme ne pouvant être sexuelle. Il affirme ensuite :

« Nous posons en principe que la relation pédagogique est essentiellement perverse, non parce qu'elle s'accompagnerait de rapports pédérastiques entre maîtres et élèves, mais précisément parce qu'elle les dénie et les exclut. Et, ayant exclu la pédérastie pour pouvoir se constituer comme telle sous la forme que nous connaissons aujourd'hui, elle ne saurait la réinclure cette fois que sous la forme qu'il est convenu d'appeler une perversion. »

Analysant dans le même ouvrage Le Tour d'écrou de Henry James, il voit une métaphore de l'éducation dans l'action de la jeune éducatrice qui, voulant protéger l'enfant des fantômes pervers et supposés pédophiles, entraîne finalement sa mort. En conclusion de son livre, Schérer appelle « la secte des instituteurs et des pédagogues » à se faire « attentive aux attractions passionnées des enfants » et à les aider « à satisfaire l'immensité de leurs désirs, en dehors des familles et contre elles ».
Dans les années 1970, les réflexions de René Schérer sur l'enfance s'inscrivent dans le contexte d'un dialogue polémique avec la psychanalyse, engagé par Gilles Deleuze et Félix Guattari dans L'Anti-Œdipe, et que René Schérer souhaite prolonger. Comme l’écrit Guy Hocquenghem dans L'Après-Mai des faunes, ouvrage sur la pensée de l’après-68, la référence à Fourier, penseur de la communauté et de la pluralité des passions, vient ici s’opposer au « retour à Freud lacanien » et au « retour à Marx althussérien ». En 2007, dans le livre Après tout, issu d’un entretien avec Geoffroy de Lagasnerie, pour résumer les raisons de son intérêt pour la jeunesse dans les années 1970, René Schérer évoquera aussi la rencontre avec des jeunes, en tant que professeur d’abord, comme militant dialoguant avec des organisations lycéennes ensuite, et enfin, en tant qu’amant de Guy Hocquenghem, qui était alors lycéen :

« Car on demande aux enfants, aux adolescents de correspondre à un personnage tout à fait artificiel. Plus tard, j’ai trouvé chez Foucault ce mot de « dispositif », qui m’a paru particulièrement convenir pour désigner ce système que je dénonce : le dispositif pédagogique de l’enfance (…) Il me semble absolument incontestable que toutes les sociétés modernes et contemporaines se sont trouvées devant un échec pédagogique, ont nourri une illusion pédagogique sans pouvoir arriver à trouver un mode équilibré ou harmonique, selon la terminologie de Fourier, de vivre avec leur enfance. Le mode non pédagogique, ce serait cette « marche ensemble » que sont les divers « agencements » que présente Co-ire, un « aller avec ». »

Co-ire, numéro 22 de la revue Recherches, co-écrit avec Guy Hocquenghem et publié en 1977, analyse les différents mythes littéraires autour de l'enfance. L'ouvrage s'inspire partiellement des séminaires animés par Schérer à Vincennes et consacrés à l'enfance. À propos de ce travail commun avec Guy Hocquenghem, Schérer affirmera dans Lundimatin : « La communauté d’esprit était faite sur ce point que les sciences humaines, la psychologie, la sociologie, n’ont donné de l’enfance que des vues partielles, parce que ce sont des vues qui sont tirées de l’observation, de l’entretien réglementé avec des enfants, et qu’elles ne tiennent pas compte de l’imaginaire, qui est effectivement l’élément essentiel de l’approche de l’enfance. On approche l’enfance à travers une mémoire, à travers une imagination. Par conséquent les sciences qui prétendent être objectives sur l’enfance sont moins justes que celles qui font appel à la subjectivité de la mémoire et de l’imagination ».
En 2001, dans le contexte d’une polémique liée à la redécouverte d’un livre de Daniel Cohn-Bendit, Co-ire est aussi exhumé comme un ouvrage complaisant avec la pédophilie, et désigné dans Libération comme un « livre sur la liberté sexuelle de l’enfant » René Schérer envoie un droit de réponse intitulé « Non à l'amalgame », dans lequel il explique sa vision du texte :

« Ce que nous avons écrit en 1977 concerne beaucoup moins la sexualité, qui est effectivement l’objet du discours dominant d’alors, que la situation, l’“institution” de l’enfance avec son encerclement disciplinaire de contrôle permanent, son installation dans le “panoptique”, comme je l’avais déjà indiqué en 1974 dans Émile perverti. C’est dans ce cadre d’une pédagogisation intégrale que nous faisons apparaître comme un élément d’émancipation et de libération l’intervention du fameux “pédérastre” où la modulation, l’inclassable différence du “r”, empruntée à Genet, introduit l’élément d’humour, de distanciation, avec lequel tout ce qui concerne la “sexualité” proprement dite est à comprendre. »

En 2020, dans le documentaire L'Enfance mise à nu diffusé par France 5, René Schérer revient sur ses écrits, qu'il assume, et répète qu'il ne s'agissait pas pour lui de défendre la sexualité entre adultes et enfants, mais plutôt de critiquer la mise à distance de la sensualité dans ces relations. En 2021, il rappelle aussi que ses ouvrages sont « critiques » et non « affirmatifs ». Il déclare :

« Ce serait faux de dire que je n’écris que dans la généralité, car une pensée uniquement générale n’est pas tellement fameuse, mais il faut réfléchir à partir de questions de principes, de questions critiques. Il est certain que [Co-ire] est un livre critique, et absolument pas un livre affirmatif, comme Emile perverti aussi, qui est essentiellement critique. Il n’est pas particulièrement affirmatif. Il ne dit pas « voilà ce qui doit être », « voilà ce qui ne doit pas être ». Je dois dire franchement que je suis profondément ignorant de ce qui doit être ou de ce qui ne doit pas être. C’est précisément ce que je contourne, je définis simplement le cadre dans lequel nous nous situons. »

Dans ce même entretien, Schérer explique de nouveau que « Co-ire est une digression, qui a été traduite en allemand par « Mythes et rites de l’enfance », ce n’est pas une description expérimentale, c’est une expérimentation à partir des mythologies que les romans, que les histoires, que les poésies ont développées autour de l’enfance. La question est : qu’est ce qui se développe à propos de l’enfance, qui forcément est fait par les adultes ? ».

### L'«érotique puérile»
En 1976, René Schérer vante la qualité littéraire du roman Journal d'un innocent, de l'écrivain Tony Duvert, par ailleurs ouvertement pédophile. Pour autant, puisqu'il s'agit pour René Schérer de faire la critique du « système de l'enfance », c'est-à-dire de la manière dont l'enfance est fantasmée et contrôlée par les adultes, il critique aussi le « désir jeune » de Duvert, à savoir le fantasme d'une certaine enfance, dans le but de satisfaire les désirs d'un adulte. À ce sujet, Schérer écrivait déjà dans Émile perverti que « le problème de la "révolution sexuelle" de la jeunesse sera toujours bloqué tant qu’il se posera dans l’alternative adolescence/maturité. On aura toujours affaire à un adulte précoce ou à un adolescent attardé ».
Cette différence avec Tony Duvert, qui défend la pédophilie au nom de la libération sexuelle et du dévoilement d’une sexualité infantile, est aussi remarquée par le sociologue et historien Antoine Idier, dans sa biographie intitulée Les Vies de Guy Hocquenghem : « Comme Foucault le fait à propos du ”sexe”, Schérer et Hocquenghem affirment que le discours prétendant ”libérer” l’enfant n’est que l’envers du discours qui le ”réprime” ; les deux discours participent à la même production de l’enfance ».
En 1978, René Schérer publie l'essai Une érotique puérile. Dans cet ouvrage, Schérer analyse les représentations érotiques autour de l'enfance et surtout de l'adolescence dans la littérature, mais il s'intéresse aussi, à partir de journaux et de lettres écrits par des adolescents, aux façons dont ceux-ci décrivent leurs propres expériences amoureuses et érotiques.
Comme il l'avait déjà fait dans Co-ire (écrit avec Guy Hocquenghem)', René Schérer aborde dans Une érotique puérile le fantasme enfantin d'être détourné par un adulte, et, à l'adolescence, la fonction « pivotale » que peut occuper une personne plus âgée avec qui l'adolescent entretient une relation (notamment dans les cas de découverte de son homosexualité). Cependant, René Schérer observe que cette relation est souvent insatisfaisante :

« une relation non familiale ni pédagogique d'un adulte avec un enfant est, pour l'émergence de la puérilité fondatrice, une condition de possibilité indispensable. Le rôle “pivotal” y est fréquemment joué par le pédéraste qui, toutefois, n'est pas toujours en position de pouvoir le remplir (…) Le pédéraste se targue d'être le seul à entretenir avec l'enfant une amour personnaliste réciproque, ou tout simplement, le seul capable de le former, de lui “apporter beaucoup”. Il se leurre : ce qui importe au contraire est qu'il permette l'explosion de la puérilité affirmative qui provoque le brouillage des rôles, nie copie et modèle, supprime, dans la clarté absolue du simulacre, toute distinction d'âge et de pouvoir entre adulte et enfant. »

Selon Schérer, la question est donc moins celle du lien entre l'adulte et l'enfant, ou celle de la place de la sexualité dans l'existence, que la possibilité pour l'enfant ou l'adolescent d'affirmer ses désirs : « L'érotique puérile vient se substituer à “l'affolement frivole” du Sexe, en opposant à l'arbitraire de son ordre fonctionnel fondé sur l'abstraction de tout ce qui porte, complique, enrichit le plaisir, l'éventail chatoyant des combinaisons auxquelles se prête son jeu. Pour peu qu'un adulte vienne le favoriser, l'enfant, petit démon, y étale tout son attirail magique ».
Comme l'avait fait Michel Foucault, Schérer analyse dans Une érotique puérile des procès-verbaux datant du XIXe siècle, constituant les premières formes de la répression des attentats à la pudeur sans violence commis sur les mineurs, et portant sur les actes commis par un paysan avec des enfants et adolescents. Schérer analyse la façon dont les enfants et adolescents ont été selon lui « piégés » par les accusateurs pour accabler l'accusé, et voit dans cette affaire de mœurs les prémisses de la répression contemporaine. Il établit notamment un lien entre cette répression et un contrôle accru des classes populaires :

« Mais ce n’est certes pas la pédérastie qui est d’abord visée. On en ignore même le nom : c’est l’entraînement néfaste, le vol domestique, l’idée d’une collusion louche contre le père de famille. Par le biais de cette défiance concernant les délits visibles et familiers, va pouvoir se glisser, car elle y trouve un terrain tout préparé, l’intervention légale contre les mœurs. »

Aussi, Schérer fustige ce qu'il désigne comme une « législation imbécile » qui exerce une « action ségrégatrice entre les enfants et les adultes ». Il postule qu'« [qu']une érotique […] rayonne des enfants, dont l'adulte cherche à se garantir, car il y pressent le plus grand des dangers. Aussi dresse-t-il des barrières là où il faudrait ménager des passages et ouvrir une libre voie à l'essor ». En conclusion de son ouvrage, René Schérer prône « une réforme peu coûteuse » de la « ségrégation » que représentent selon lui les articles du code pénal relatifs à la majorité sexuelle, réforme « [qui] suffirait à lever les obstacles qui s'opposent à la production de multiples rapports harmoniques. […] Il n'y aurait plus une enfance repliée sur elle-même en présence d'une maturité morne, mais la diversité des combinaisons auxquelles elle seule, dans son invention toujours renaissante, est capable de donner lieu ».
C'est donc dans le contexte de l'élaboration de cette pensée que Schérer est signataire de plusieurs pétitions portant sur les rapports érotiques entre majeurs et mineurs consentants, et faisant du consentement la clef de la voûte des analyses portées sur ces affaires. Lorsque ces pétitions réagissent à une affaire particulière, les signataires insistent sur la nécessité d'écouter les enfants, et de ne pas considérer qu'ils ont subi une violence alors qu'ils disent que ce n'est pas le cas. Comme l'écriront les rédacteurs de l'article Le système de l'enfance publié dans la revue Lundimatin en octobre 2020, dans ces pétitions, « à chaque fois, il s’agit d’appeler à prendre au sérieux la parole des enfants ou des adolescents, y compris lorsqu’ils affirment n’avoir pas été contraints, et de dénoncer le fait que des actes ne relevant pas du viol puissent être considérés comme des crimes ». Pour ces mêmes raisons, en 1978, au procès de Jacques Dugué, jugé pour abus sexuels sur mineurs, René Schérer vient témoigner en faveur de l'accusé.
En 2001, exerçant son droit de réponse à Libération, René Schérer se défend d'avoir fait l'apologie des crimes commis sur les enfants. Il désigne le terme « pédophilie » comme « un “concept” fourre-tout, amalgame de notions hétéroclites où l’on mélange des bébés de 2 ans et des adolescents largement pubères, des liaisons consenties avec des violentes, où l’on confond des caresses avec des assassinats, où les moindres gestes avoisinent des crimes sordides (qui souvent ne concernent pas des enfants) et sont eux-mêmes criminalisés. Vocable qui frappe d’infamie, au même titre, actes, regards et pensées ».
Émile perverti, son ouvrage le plus célèbre, est réédité en 2006 : dans la préface de la nouvelle édition, René Schérer constate que « L'illusion d'un eden érotique élargi à l'enfance n'a plus aujourd'hui la faveur du public. Sa cote est à zéro. (…) Il ne s'agit plus d'ouvrir les jeunes corps au contact des autres, à la chaleur affective des étreintes, mais de les tenir à distance, de les isoler ». Il ajoute cependant : « L'Histoire procède en zigzag, non par accumulation dialectique. Un fait propre à consoler ceux qui désespèrent ».

## Réception et critiques
Influencé par la phénoménologie, commentateur d'Heidegger et Husserl, spécialiste de Fourier et penseur de l'enfance, l'apport de René Schérer à la philosophie est reconnu. Cependant, à partir des années 1970, il a été l'objet de critiques et accusé de faire l'apologie de la pédophilie. En 1971, la rédaction de Politique Hebdo refuse de publier une interview de lui en raison — selon le témoignage du rédacteur en chef adjoint de l'époque Hervé Hamon — de ce qu'elle considère être ses « positions pro-pédophiles ».
En 1976, Daniel Zimmermann, tout en publiant l'ouvrage Le Corps interdit de René Schérer dans la collection « Sciences de l'éducation » chez ESF éditeur, livre critiquant la mise à distance du corps dans la relation pédagogique, l'accompagne d'une préface critique, dans laquelle il reproche à Schérer de parler « au nom des enfants » comme les pédagogues qu'il dénonce par ailleurs, et d'oublier que l'enfant, supposé formateur de l'adulte dans la rencontre avec ce dernier, ne désire pas former l'adulte.
Jean-Claude Guillebaud range les écrits publiés dans les années 1970 par René Schérer sur la question de l'enfance dans la catégorie du « militantisme pédophile sentencieux ». Il ajoute cependant : « Aujourd'hui [en 1998] René Schérer, qui a sensiblement amendé son point de vue, reste un philosophe important et estimable. »
L'historien américain Julian Bourg juge, en 2005, que, malgré leurs compétences universitaires, Schérer et Hocquenghem n'étaient pas éloignés de Gabriel Matzneff et de Tony Duvert dans le point de vue qu'ils exprimaient sur les désirs enfantins, et Michel Onfray, en 2007, estime que René Schérer s'abrite « derrière la caution fouriériste pour justifier la pédophilie dans la quasi-totalité de ses ouvrages philosophiques depuis plus de quarante ans ».
Maxime Foerster, auteur d'un essai sur Schérer publié en 2007, dit partager les critiques de Daniel Zimmermann sur les vues du philosophe et ne pas croire en la possibilité d'un consentement sexuel valide, c'est-à-dire avec discernement, de l'enfant ; il considère tout de même Schérer comme « le grand penseur de l'enfance, non seulement pour sa critique de la pédagogie moderne, mais aussi pour la façon dont il restitue […] la magie subversive de l'enfance constituant cette dernière plutôt comme une façon d'être au monde que comme un état transitoire biologiquement défini et essentialisé. » Il estime que le rapport de Schérer à la pédophilie équivaut plutôt à « devenir son propre pédophile », soit retrouver et laisser s'épanouir l'enfant qui est en soi en pratiquant « au quotidien sur soi-même le détournement de mineur pour échapper au travail de l'éducastration promu par la société. »
En outre, des philosophes saluent l'importance de l'œuvre de René Schérer, qu'il s'agisse de ses développements sur l'enfance ou sur l'hospitalité. En 2008, tout en discutant l'ouvrage, Alain Brossat salue dans la revue Chimères la réédition d'Émile perverti et le courage de son auteur. En 2008, un colloque est consacré à René Schérer à Bordeaux, ainsi qu'un numéro de la revue philosophique de l'université Paris-VIII.
En octobre 2011, c'est aussi à l'université Paris-VIII qu'une journée d'études est consacrée à son œuvre. Cette même année 2011, la revue Cahiers critique de philosophie publie un dossier complet à son sujet.
En 2013 paraît Mélanges offerts à René Schérer, ouvrage coordonné par Constantin Irodotou, contenant notamment des contributions de Giorgio Agamben, Alain Badiou, Alain Brossat, Simone Debout, Geneviève Fraisse, Jean-Luc Nancy et Jacques Rancière.
En décembre 2017, invité à Paris VIII pour une séance exceptionnelle du séminaire sur le rapport entre art et politique que René Schérer continue à cette époque à animer, séance destinée à lui rendre hommage avant son départ à la retraite, Alain Badiou s'exprime ainsi :

« Je voudrais dire ici que cette endurance est d’autant plus admirable que ne lui ont certes pas été épargnés de redoutables assauts venant d’une opinion manœuvrée, comme des puissances de l’État. Sa pensée de l’enfance, d’une originalité très grande, comme moment dialectique du devenir du sujet, et comme foyer de ce que deviendra son rapport à l’autre, pensée qui était renouvelée de Rousseau par Fourier comme par la pensée contemporaine de la sexualité, a déchaîné contre lui les imprécations et les insinuations les plus viles. Mais, s’il y a une qualité qu’il faut reconnaître à mon camarade Schérer, c’est qu’il n’est pas homme à plier. »

Lors de cette même conférence, Jacques Rancière affirme : « René est un de ceux qui ont permis que, malgré tout, cette institution reste un peu fidèle à ce qu’était l’esprit d’un certain nombre d’entre nous, qui sommes partis pour Vincennes à l’automne 1968. »
En octobre 2020, dans leur article intitulé « Le système de l'enfance », des rédacteurs de Lundi matin écrivent :

« Guy Hocquenghem, et René Schérer, sont les élaborateurs d’une pensée puissante et complexe du système de l’enfance, pensée qui, sans que nous puissions exactement la faire nôtre quarante années plus tard, mérite d’être connue. […] Mais René Schérer n’est pas qu’un penseur de l’enfance. Il fut à la fois un commentateur important de Heidegger, et l’introducteur en France de Husserl, dont il a contribué à traduire Les Recherches logiques, à une époque où la phénoménologie dominait le champ philosophique. […] Aussi, René Schérer est un militant de l’accueil des étrangers, un penseur important de l’hospitalité, à laquelle il a consacré quelques-uns de ses ouvrages les plus récents, dans lesquels il insiste sur le fait que l’hospitalité et la condition faite à l’enfance sont les deux axes qui permettent d’établir un diagnostic autour de notre société. »

En 2023, peu après sa mort, son importance au sein du champ philosophique est rappelée dans un communiqué du Collège international de philosophie et dans une nécrologie publiée par Vivian Petit dans la revue ActuaLitté. Dans Le Monde libertaire, Patrick Schindler, qui a rencontré René Schérer au sein du FHAR et l'a fréquenté à partir des années 1970, insiste sur le fait qu'il a « toujours connu René en couple avec des mineurs consentants de plus de dix-huit ans (évidemment à l’époque la majorité était à 21 ans). » Il affirme n'avoir « jamais assisté à des scènes compromettantes » et conclut qu'« il est donc plus que temps de réhabiliter René. »
En février 2024, un an après sa mort, un colloque se tient à l'université Paris-VIII afin de lui rendre hommage et de discuter ses conceptions et ses élaborations, parfois de façon critique. Les textes du colloque sont ensuite publiés par l'Association d'études fouriéristes, dont René Schérer était membre. 
Toujours en 2024, la revue Chimères, à laquelle Schérer a participé de 1990 à 2018, publie un numéro intitulé René Schérer en transversales. En guise de présentation les rédacteurs précisent : « Les thématiques abordées dans ce numéro ne cherchent pas à “rendre hommage” à l’homme-Schérer, mais à repartir, avec l’enfant, ses autres, ses hôtes, ses aires, avec les arrivant.es et arrivants  [sic] qui lui emboitent le pas – du côté de ce que Georges Lapassade avait appelé “entrer dans la vie”, et qui peut s’entendre en plus d’un sens : interroger les “logiques” du vivant, explorer les avenues qui se déploient entre utopies réelles, politiques d’accueil, ouverture aux nouveaux agencements de genre et de sexualités. »

## Publications
- Husserl, sa vie, son œuvre (avec Arion Lothar Kelkel), Paris, PUF, 1964, coll. « Philosophes »
- Structure et fondement de la communication humaine, Paris, SEDES, 1966
- La Phénoménologie des « Recherches logiques » de Husserl, Paris, PUF, 1967
- Charles Fourier ou la Contestation globale, Paris, Seghers, 1970; réédition Paris, Séguier, 1996
- Philosophies de la communication, SEES, 1971
- Heidegger ou l’expérience de la pensée (avec Arion Lothar Kelkel), Paris, Seghers, 1973
- Émile perverti ou Des rapports entre l’éducation et la sexualité, Paris, Laffont, 1974 ; rééd. Désordres-Laurence Viallet, 2006
- Co-Ire : album systématique de l’enfance (avec Guy Hocquenghem), revue Recherches, no 22, 1976
- Le Corps interdit (en collaboration avec Georges Lapassade), E.S.F., 1977
- Une érotique puérile, Paris, Galilée, 1978
- L’Emprise. Des enfants entre nous, Paris, Hachette, 1979
- L’Âme atomique. Pour une esthétique d’ère nucléaire (avec Guy Hocquenghem), Paris, Albin Michel, 1986
- Pari sur l’impossible. Études fouriéristes, Saint-Denis, Presses universitaires de Vincennes, 1989
- Zeus hospitalier. Éloge de l’hospitalité, Paris, Armand Colin, 1993 ; rééd., Paris, La Table ronde, 2005
- Utopies nomades. En attendant 2002, Paris, Séguier, 1998 ; rééd., Les presses du réel, 2009
- Regards sur Deleuze, Paris, Kimé, 1998
- Un parcours critique : 1957–2000, Paris, Kimé, 2000
- L’Écosophie de Charles Fourier, Paris, Economica, 2001
- Enfantines, Paris, Anthropos, 2002
- Hospitalités, Paris, Anthropos, 2004
- Passages pasoliniens (avec Giorgio Passerone), Villeneuve-d'Ascq, Presses universitaires du Septentrion, 2006
- Criminalisation de l'Immigration. Répression Policiere : Arguments pour l'Émancipation Sociale (avec Daniel Giraud, Maurice Rajsfus et Patrick Schindler), Paris, Éditions du Monde Libertaire, 2006
- Après tout. Entretiens sur une vie intellectuelle (avec Geoffroy de Lagasnerie), Paris, Cartouche, 2007
- Pour un nouvel anarchisme, Paris, Cartouche, 2008
- Nourritures anarchistes. L’anarchisme explosé, Paris, Hermann, 2009
- Petit alphabet impertinent, Paris, Hermann, coll. « Hermann Philosophie », 2014
- En quête de réel. Réflexions sur le droit de punir, le fouriérisme et quelques autres thèmes – Entretien avec Tony Ferri, Paris, L'Harmattan, 2014
- Fouriériste aujourd'hui, suivi de Études et témoignages, sous la dir. de Yannick Beaubatie, Tulle, Éditions Mille Sources, 2017

### Présentations et édition de textes
- Edmund Husserl, Recherches logiques (traduction et présentation, avec Hubert Elie et Ariel Lothar Kelkel), Paris, PUF, 4 vol., 1958-1963
- Charles Fourier, Charles Fourier, l'attraction passionnée (choix de textes et présentation), Paris, J.-J. Pauvert, 1967
- Charles Fourier, L'ordre subversif. Trois textes sur la civilisation (préface de René Schérer, postface de Jean Goret), Paris, Aubier, 1972
- Fous d'enfance : qui a peur des pédophiles ?[64] (avec plusieurs contributeurs dont Luc Rosenzweig, Jean Danet, Luc Rosenzweig, André Dumargue, Bernard Faucon, Jean-Luc Hennig, Guy Hocquenghem, Gabriel Matzneff, Jean-Jacques Passay, Gilbert Villerot), Revue Recherches, n° 37, 1979.
- Guy Hocquenghem, L'Amphithéâtre des morts, mémoires anticipées (postface), Éditions Gallimard, 1994 (posthume)
- Gabriel Tarde, Fragments d'histoire future (préface), Paris, Séguier, 1998
- Gabriel Tarde, La Logique sociale (préface), Le Plessis-Robinson, Institut Synthélabo pour le progrès de la connaissance, 1999, coll. « Les Empêcheurs de penser en rond »
- Charles Fourier, Vers une enfance majeure, textes sur l’éducation réunis et présentés par René Schérer, Paris, La Fabrique, 2006
- Guy Hocquenghem, La Beauté du métis : réflexions d'un francophobe, Paris, Ramsay, 1979, réédité en 2015 par les éditions Serge Safran, avec une préface de René Schérer
- Guy Hocquenghem, Race d'Ep ! : un siècle d'images de l'homosexualité, 1979, réédité, en 2018, par les Éditions la Tempête, avec une préface de René Schérer

## Filmographie
- Paradis perdu, court-métrage de Franssou Prenant, 1975.
- Race d'Ep docu/fiction de Lionel Soukaz et Guy Hocquenghem, 1979.
- L'homme blessé, film de Patrice Chéreau, 1983.
- Habibi, film de Franssou Prenant, 1983.
- Paris mon petit corps, film de Franssou Prenant, 2000.
- La Révolution du désir, documentaire d'Alessandro Avellis à propos du Front homosexuel d'action révolutionnaire (FHAR) et plus particulièrement de Françoise d'Eaubonne et Guy Hocquenghem, 2006.
- Le Jeu de l'oie du professeur Poilibus, documentaire de Franssou Prenant à propos de René Schérer, 2007.
- À deux c'est plus facile, téléfilm d'Émilie Deleuze[65], 2009.
- Guy & Co, film de Lionel Soukaz, 2013.
- 26 lettres et un philosophe, Abécédaire, à la manière de Gilles Deleuze, réalisé par Suzy Cohen, 2013.

### Sur l'œuvre
- Maxime Foerster, Penser le désir : À propos de René Schérer, éditions H&O, 2007 (ISBN 9782845471542).
- Cahiers critique de philosophie, n°10, René Schérer, éditions Hermann, 2011.
- Yolande Robveille et Bruno Cany (dir), René Schérer : ou la parole hospitalière, éditions L'Harmattan, 2013.
- Constantin Irodotou (dir), Mélanges offerts à René Schérer, éditions L'Harmattan, 2015.
- Cahiers Charles Fourier, n° 35, René Schérer, un fouriérisme alerte, éditions Les presses du réel, 2024.
- Revue Chimères, n°105, René Schérer en transversales, 2024.